# Syarinidae
Syarinidae é uma família de pseudoescorpiões.

## Géneros
Segundo Pseudoscorpions of the World 1.2: estão incluídos na família os seguintes géneros:
Subfamília Chitrellinae Beier 1932
- Aglaochitra Chamberlin 1952
- Chitrella Beier 1932
- Chitrellina Muchmore 1996
- Hadoblothrus Beier 1952
- Microcreagrella Beier 1961
- Microcreagrina Beier 1961
- Pararoncus Chamberlin 1938
- Pseudoblothrus Beier 1931

Subfamília Ideobisiinae Banks 1895
- Alocobisium Beier 1952
- Ideobisium Balzan 1892
- Ideoblothrus Balzan 1892
- Microblothrus Mahnert 1985
- Nannobisium Beier 1931

Subfamília Syarininae Chamberlin 1930
- Anysrius Harvey 1998
- Syarinus Chamberlin 1925

Incertae sedis:
- Hyarinus Chamberlin 1925